# Augsburger Interim

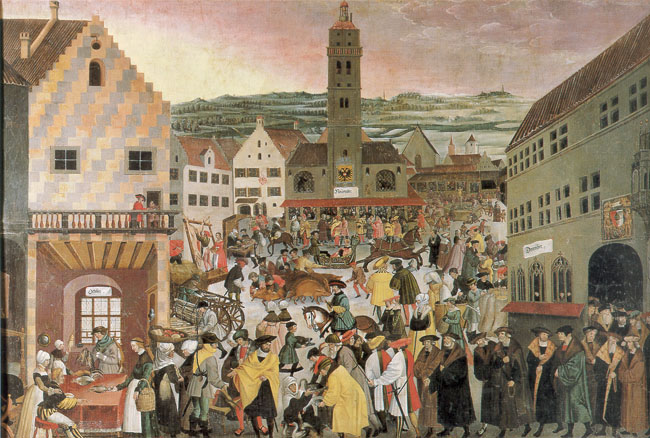
Augsburg um 1550 (Gemälde von Heinrich Vogtherr d. J.)

Als Augsburger Interim oder auch nur als Interim (lateinisch, hier „Übergangsregelung“) wird eine Verordnung Kaiser Karls V. bezeichnet, mit der er nach dem Sieg über den Schmalkaldischen Bund seine religionspolitischen Ziele im Heiligen Römischen Reich durchsetzen wollte. Das 1548 als Reichsgesetz erlassene Interim sollte für eine Übergangszeit die kirchlichen Verhältnisse regeln, bis ein allgemeines Konzil über die Wiedereingliederung der Protestanten in die katholische Kirche endgültig entschieden hätte.
Das Augsburger Interim stieß sowohl auf protestantischer als auch auf katholischer Seite auf Ablehnung. In den süddeutschen protestantischen Gebieten wurde es mit staatlichem Zwang, in den norddeutschen jedoch nur oberflächlich eingeführt. Bereits 1552 war Karl nach einem Aufstand protestantischer Fürsten (siehe Fürstenaufstand) gezwungen, das Interim wieder zurückzunehmen und die konfessionelle Spaltung des Reiches im Passauer Vertrag zu akzeptieren.

## Ausgangssituation

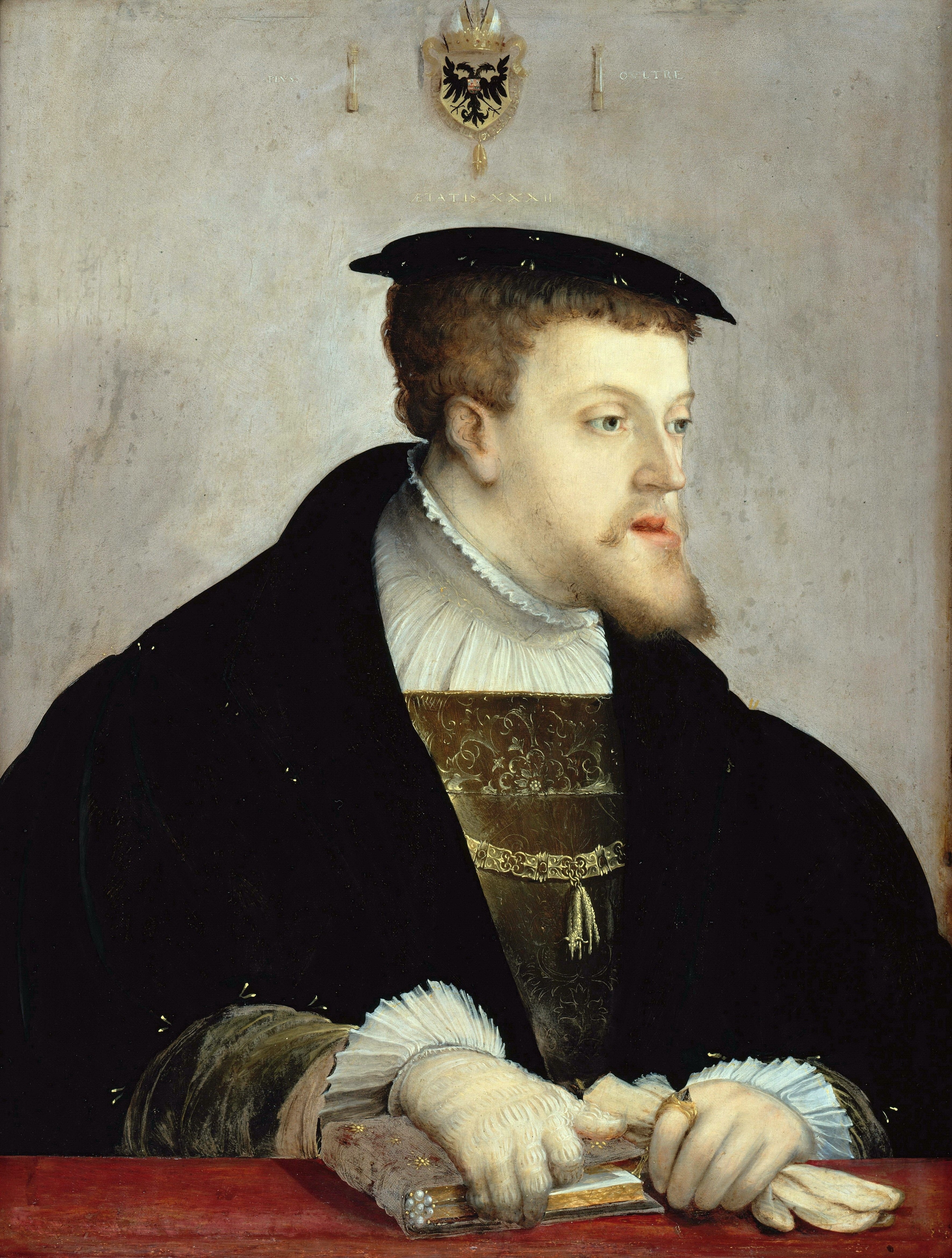
Kaiser Karl V., (Porträt von Christoph Amberger, ca. 1532)

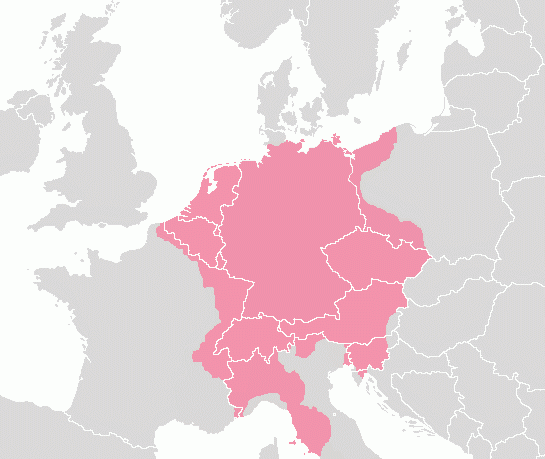
Territoriale europäische Situation des Heiligen Römischen Reichs um 1548

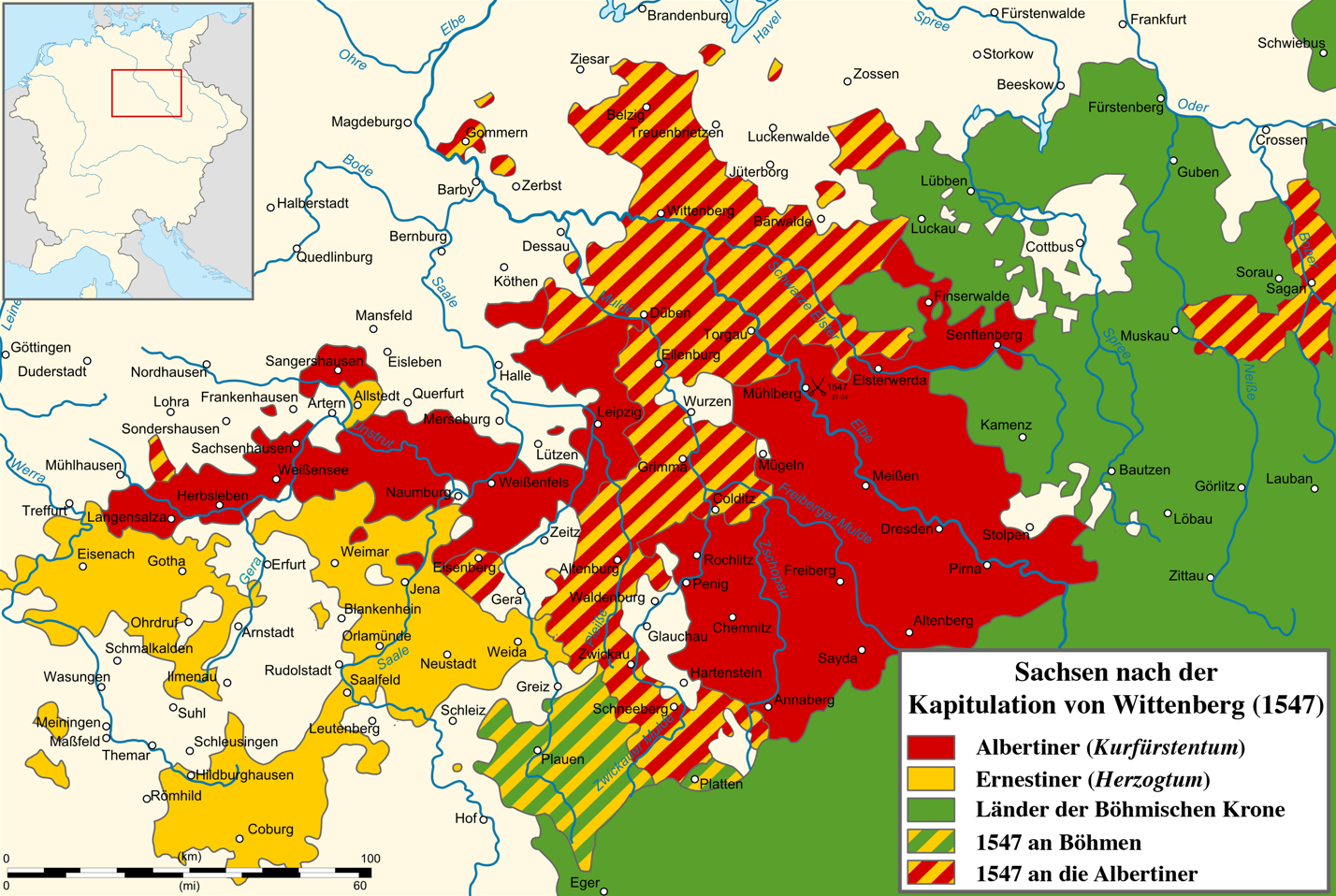
Karte Sachsens und Thüringens nach der Kapitulation von Wittenberg (1547)

Durch den Übertritt weiterer Reichsstände zum Protestantismus gewann die Lösung des deutschen Konfessionenproblems im Lauf der 1530er Jahre an Dringlichkeit. Im Mittelpunkt stand dabei die Frage der rechtlichen Stellung des lutherischen Protestantismus, dessen Lehren von der katholischen Kirche als Häresie verurteilt wurden. Der Kaiser sah es als seine Pflicht an, die religiöse Einheit im Reich wiederherzustellen. Neben persönlichen spielten dabei auch politische Motive eine wichtige Rolle: Eine religiöse Zersplitterung des Reiches stärkte die Macht der Reichsstände auf Kosten der kaiserlichen Zentralgewalt. Außerdem war die Idee des römisch-deutschen Kaisertums religiös motiviert, ein Konflikt mit der katholischen Kirche stellte somit auch die Legitimation des Kaisertitels in Frage.
Gegen die Protestanten militärisch vorzugehen verbot sich, denn der Kaiser benötigte die militärische und finanzielle Unterstützung der Protestanten im Kampf gegen die Osmanen. Sowohl der 1532 abgeschlossene Nürnberger Religionsfrieden als auch der Frankfurter Anstand von 1539 sicherten vorläufig die Situation der Protestanten, waren aber nicht viel mehr als befristete Friedens- und Neutralitätsregelungen.
Der Kaiser versuchte, die Wiedervereinigung zunächst über ein Generalkonzil, dann 1540/41 über eine Reihe von Religionsgesprächen zu erreichen. Diese Gespräche brachten nur theologische Annäherungen in verschiedenen Punkten, eine Einigkeit in zentralen Streitfragen wurde jedoch nicht erreicht. Letztlich scheiterten sie auch, da die Spaltung längst keine religiös-theologische, sondern eine politisch-rechtliche war. Im Dezember 1545 trat das vom Kaiser schon lange geforderte Konzil von Trient zusammen, an dem die Protestanten zunächst nicht teilnahmen. Als sie es später (nach 1547) unter Druck doch taten, waren bereits zahlreiche Fragen von den katholischen Konzilsteilnehmern entschieden worden, so dass eine Einigung nicht mehr zu erwarten war.
Gegen die „römische Bedrohung“ schlossen sich die protestantischen Fürsten ostentativ im Schmalkaldischen Bund zusammen, um einem Angriff der katholischen Seite wirksam begegnen zu können. Als der Bund 1546 auf das Territorium des Herzogs von Braunschweig übergriff, um diesen zum Eintritt zu bewegen, ächtete der Kaiser die Schmalkaldener und erklärte ihnen den Reichskrieg. Durch das Vorpreschen des protestantischen Bundes stand der Krieg nun nicht unter dem Vorzeichen eines Religionskriegs, sondern war ein Feldzug gegen Rechtsbrecher, so dass sich auch protestantische Reichsfürsten dem Kaiser anschlossen. Im Schmalkaldischen Krieg besiegte Karl V. 1547 in der Schlacht bei Mühlberg das protestantische Bündnis vernichtend. Seine beiden wichtigsten Widersacher, Kurfürst Johann Friedrich von Sachsen und Landgraf Philipp von Hessen, gerieten in Gefangenschaft.
Jetzt stand der Kaiser auf dem Höhepunkt seiner Macht und bemühte sich, seinen militärischen Sieg nun auch zur Durchsetzung seiner beiden politischen Hauptziele, der Wiederherstellung der Kircheneinheit und einer umfassenden Reichsreform, zu nutzen.

## Entstehung des Interims

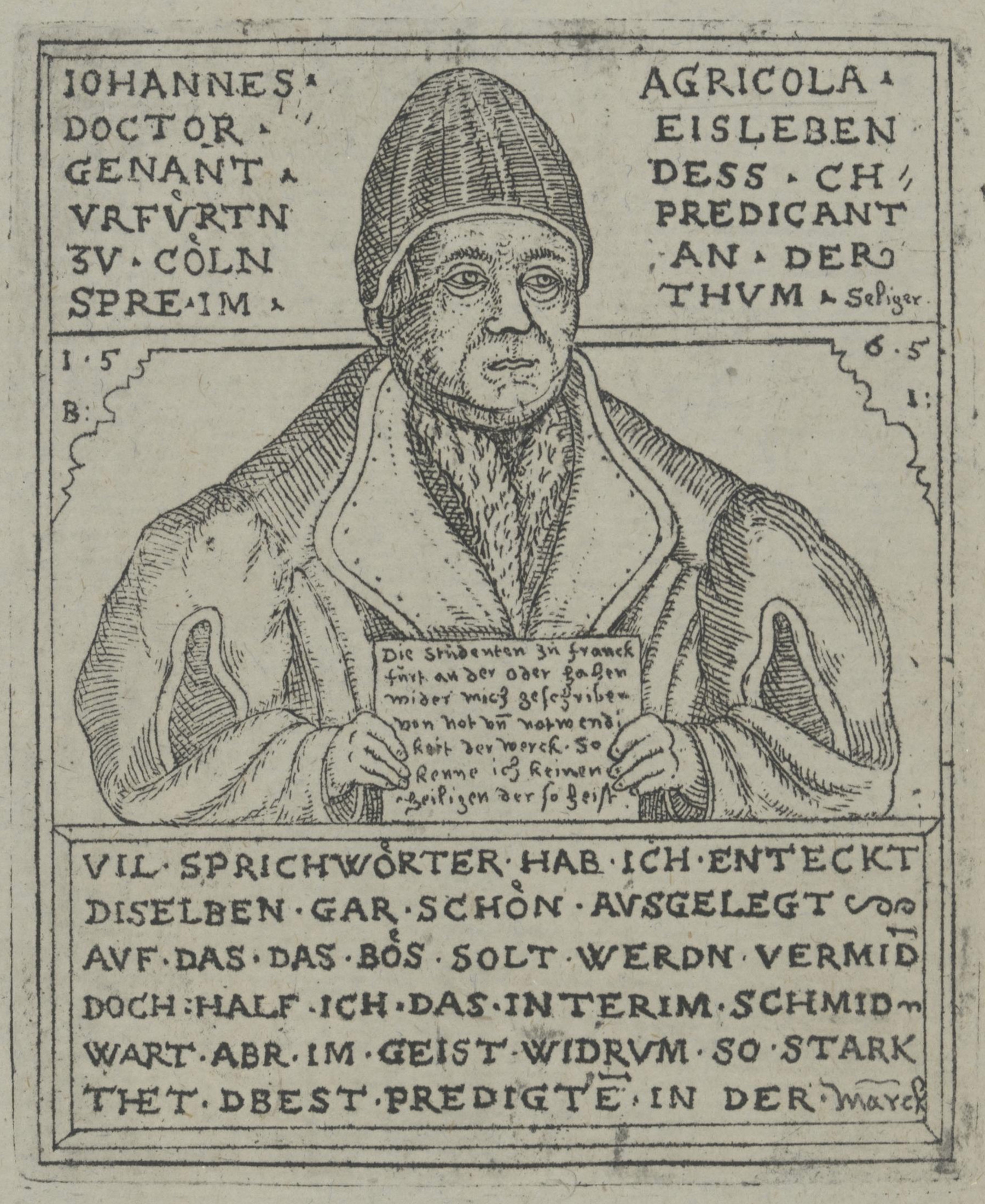
Johannes Agricola, der das Augsburger Interim mit auszuarbeiten half (Holzschnitt aus dem 16. Jahrhundert)

Bevor Karl V. im Frühjahr 1547 einen Reichstag einberief, beauftragte er eine geheime Kommission katholischer Theologen, Leitlinien für eine Vereinigung der beiden Konfessionen auszuarbeiten. Besonders Wilhelm IV., der Herzog von Bayern, förderte das Papier, der damit auch das politische Kalkül verband, dass sich der Kaiser bei der Durchsetzung der Leitlinien politisch aufreiben und somit die habsburgische Position im Reich geschwächt würde. Ohne den Bayern beim Namen zu nennen, merkte Karl V. selbst, dass der Sinn dieser Vorschläge nur darin bestand, ihn bei den Reichsständen verhasst zu machen. Er beauftragte deshalb eine weitere geheime Kommission um den Naumburger Bischof Julius von Pflug, den Mainzer Weihbischof Michael Helding und den Brandenburger Hofprediger Johannes Agricola, ein Vermittlungspapier zu erarbeiten, das der katholischen Kirchenlehre zwar nahestand, aber auch reformatorische Anliegen berücksichtigte.
Auf dem Reichstag in Augsburg 1547/48, der auch als geharnischter Reichstag in die Geschichte einging, akzeptierten die evangelischen Fürsten – wenn auch erst unter erheblichen Druck – diesen Entwurf. Im April 1548 überreichten die geistlichen Fürsten und zahlreiche weitere katholische Reichsstände dagegen dem Kaiser eine vom bayerischen Kanzler Leonhard Eck redigierte Protestschrift, in der sie die Einführung des Interims in ihren Gebieten für überflüssig erklärten und sich somit weigerten, den gefundenen Kompromiss anzuerkennen. Erst als Karl V. vor dem Hintergrund einer drohenden Intervention der Kurie, die jegliche reichsgesetzliche Privilegierung der Protestanten am Konzil vorbei strikt ablehnte, um den 10. Mai herum plötzlich erklärte, das Interim solle nur für die protestantischen Reichsstände gelten, konnte er die katholischen Reichsstände weitgehend geschlossen hinter sich bringen.
Daraufhin versuchte Karl den Entwurf im Alleingang und ohne päpstliche Zustimmung durchzusetzen. Er legte ihn am 15. Mai 1548 dem Reichstag zur Abstimmung vor, und zwar dergestalt, dass der Vorsteher der Reichshofkanzlei, Johannes Obernburger, lediglich die Vorrede, nicht aber den gesamten Text vorlas; auch waren von dem endgültigen Text vorher keine Kopien an die Reichsstände ausgegeben worden. Das Interim wurde dann nach kaum einstündiger Beratung – trotz fehlender Zustimmung bedeutender lutherischer Reichsstände – vom Mainzer Erzbischof als Reichserzkanzler für angenommen erklärt. Die förmlichen Proteste bedeutender protestantischer Fürsten und Reichsstädte in den folgenden Tagen nahm der Kaiser zwar zur Kenntnis und führte deswegen auch noch über einige Wochen weitgehend erfolglos Partikularverhandlungen, er nahm aber gleichwohl die förmliche Annahmeerklärung des Mainzer Kurfürsten zum Anlass, das Interim durch Aufnahme in den Reichsabschied vom 30. Juni 1548 Gesetzeskraft erlangen zu lassen. Die auf die protestantischen Reichsstände beschränkte Geltung kommt dort in § 10 nur indirekt dergestalt zum Ausdruck, dass denjenigen Ständen, die bis dato in der Religion keine Veränderung vorgenommen hätten, anbefohlen wird, dies auch künftig zu unterlassen; diejenigen hingegen, die bereits Veränderungen in der Religion vorgenommen hätten, haben nunmehr entweder gänzlich zu den alten Gebräuchen zurückzukehren oder aber das Interim umzusetzen.

## Inhalt
Das Augsburger Interim enthielt eine Zwischenregelung, die bis zum Abschluss des Trienter Konzils gelten sollte. Zu dessen Beschickung hatten sich die Protestanten unter der Voraussetzung, dass es auf Reichsboden stattfände, während des Reichstags förmlich verpflichtet. Die Verlegung des Konzils nach Bologna seit dem Frühjahr 1547 und die völlig offene Frage, wann der Kaiser eine Rückkehr der Teilnehmer nach Trient erreichen würde, schienen dem Interim eine gewisse Bedeutung zu geben. Es regelte vorrangig Fragen des praktischen Glaubensvollzugs wie Zeremonien und die sakramentale Praxis, bei zentralen theologischen Streitfragen wurde dagegen mehr oder weniger stillschweigend die katholische Position übernommen, was den Machtverhältnissen im Reich nach dem Sieg bei Mühlberg entsprach.
Das Interim bestand insgesamt aus 26 Artikeln und hieß offiziell: „Der Römisch-kaiserlichen Majestät Erklärung, wie es der Religion halben im heiligen Reich bis zum Austrag des allgemeinen Concilii gehalten werden soll.“ () Die Artikel behandelten unterschiedlich ausführlich die wichtigsten Fragen zur christlichen Lehre.
Beginnend mit der Urstandslehre und Lehre vom Zustand des Menschen nach dem Sündenfall (Artikel 1 und 2) folgten Lehrsätze zu Soteriologie (Artikel 3), zur Rechtfertigungslehre (Artikel 4 bis 6), zu Glaube und Werk (Artikel 7 und 8), zur Ekklesiologie (Artikel 9 bis 13), zur Lehre von den sieben Sakramenten (Artikel 14 bis 21), über das Messopfer (Artikel 22), zur Heiligenverehrung (Artikel 23), zur Seelenmesse (Artikel 24) und eine Forderung nach häufigem Kommunionsempfang (Artikel 25). Die Autoren waren bemüht, an die Religionsgespräche von Worms und Regensburg anzuknüpfen und die dort gefundenen Kompromisse in das Interim mit einfließen zu lassen.
Im Gegensatz dazu enthielt Artikel 26 eine fast vollständige Wiederherstellung der Kultordnung der katholischen Kirche. Als Konzession an die Protestanten wurden nur der Laienkelch erlaubt und die Ehe schon verheirateter Geistlicher anerkannt. Die „alte[n] ceremonien“ sollten übernommen und durften nicht verändert werden. Vigilien und „begangcknuß der todten, wie es in der alten kirche gebreuchlich ist“ sollten wieder abgehalten werden. Ein ausführlicher Festkalender wurde vorgeschrieben, der auch Fronleichnam und Allerheiligen umfasste, die im protestantischen Festtagskalender nicht auftauchten. Fastenbräuche, kirchliche Prozessionen und die Segnung des Taufwassers zu Ostern und Pfingsten wurden bekräftigt, ebenso die Heiligenverehrung, jedoch mit der theologischen Klarstellung: „wo sie irgent die rechte maß ubertretten, soll man sie corrigiren und besseren.“ Beachtlich ist immerhin das Verbot der bei den Katholiken der Zeit sehr beliebten Privatmessen; es war dies eine der lutherischen Forderungen gewesen, mit denen sich Agricola hatte durchsetzen können.
Insgesamt blieb die katholische Lehre in ihren Grundfesten allerdings unangetastet. Der zukünftige Umgang mit im Rahmen der Reformation geänderten Eigentumsverhältnissen wurde nicht thematisiert. Der Kaiser behielt sich jedoch in der Vorrede zum Interim Änderungen vor „wo und so vil vonnöthen, itzo und hinnach allzeit“.

## Die Durchsetzung des Interims

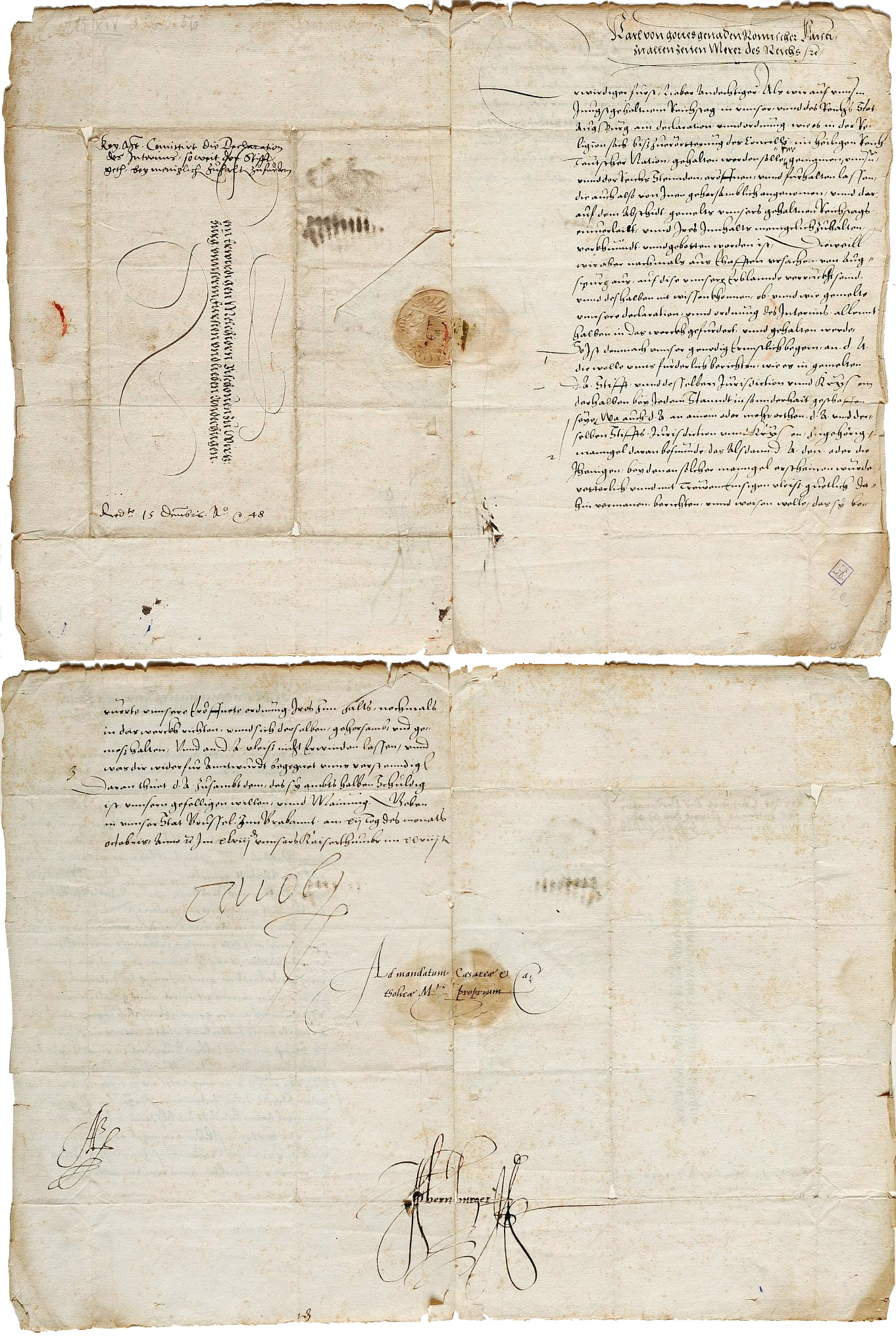
Brief Karls V. an den Fürstbischof von Würzburg, Melchior Zobel von Giebelstadt, mit Anordnungen zur Befolgung des Interims durch dessen Stände

### Die Durchsetzung im Reich
Sowohl Katholiken (für die es nicht verbindlich war) als auch Protestanten lehnten das Interim mehrheitlich ab und deshalb erwies sich diese Zwischenlösung als Fehlschlag. Theologisch ging beiden Seiten der gefundene Kompromiss nicht weit genug, ja er schwächte die eigene Position auf dem geplanten Vereinigungskonzil. Auch war die Mehrzahl der Kritiker nicht bereit, dem Kaiser Kompetenz in Fragen der Religion zuzusprechen.

#### Beispiel 1: Hochstift Würzburg
Die kaiserliche Politik war trotz der allgemeinen Unzufriedenheit mit der Regelung in den Monaten nach Abschluss des Reichstags ganz nachhaltig vom Versuch bestimmt, das Interim möglichst geschlossen durchzusetzen. Hierbei geriet die zugesagte Beschränkung der Geltung der Regelung auf die protestantischen Reichsstände sehr schnell in Vergessenheit: Auch katholische Reichsstände und sogar geistliche Fürsten (Beispiel: Hochstift Würzburg unter Melchior Zobel von Giebelstadt) erhielten Aufforderungen, über die Befolgung des Interims in ihren Landen zu berichten, und Anweisung, überall dort einzugreifen, wo das Interim noch nicht befolgt würde. Bauer legt die entsprechenden kaiserlichen Schreiben an den Würzburger Bischof vom 30. August (verschollen) und 12. Oktober (Abbildung rechts) dahingehend aus, dass die katholischen Reichsstände sehr wohl verpflichtet gewesen seien, für die Durchsetzung des Interims bei den unter ihrer Jurisdiktion lebenden Protestanten zu sorgen. Dagegen spricht der Wortlaut des erhaltenen und bereits 1732 erstmals veröffentlichten Schreibens, in dem von einer Beschränkung auf die Protestanten nicht die Rede ist. Aus katholischer Bischofssicht hätte es allemal näher gelegen, die im Bistum lebenden Lutheraner gänzlich zum alten Glauben zurückzuführen, und in der Tat sind unter Melchior Zobel erste Ansätze zur Gegenreformation im Hochstift Würzburg erkennbar. Gleichwohl beugte er sich zumindest nach außen hin dem kaiserlichen Willen und schrieb gehorsam eine Reihe von Briefen an die Stände seines Fürstentums. Die praktischen Auswirkungen blieben aber auch im Hochstift Würzburg, wie in den meisten anderen Gebieten des Reichs, gering; es fehlte meist am ernsthaften Willen zur Umsetzung wie auch an sogenannten „Interimspriestern“, da Geistliche beider Konfessionen im Interim eine Verwässerung der Religion sahen und oftmals eher auswanderten, als die Liturgie nach den Bestimmungen des Interims zu feiern.

#### Beispiel 2: Jeverland

Bekenntnisse der 21 jeverländischen Geistlichen – hier: Bekenntnis des Cornelius Falconissa

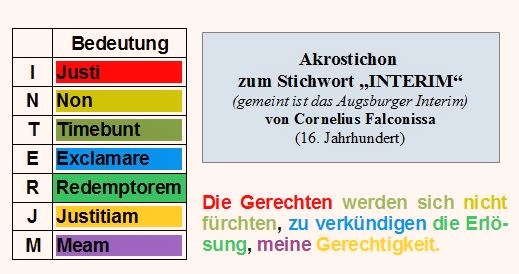
Akrostichon zum Stichwort Interim (Cornelius Falconissa)

Bereits 1526/1527 hatte die reformatorische Bewegung das Jeverland im Nordwesten des Reiches erreicht. Deren Umsetzung betrieb hier vor allem Heinrich Kremer († 1540), Pfarrherr zu Jever, der eigenmächtig die evangelische Predigt einführte, das Abendmahl in beiderlei Gestalt austeilte und sich schließlich auch verehelichte. 1531/1532 gab Fräulein Maria, die Herrin des Jeverlandes, ihren anfänglichen Widerstand gegen die Reformation auf und erließ 1532 ein Mandat, welches die Durchführung der Reformation in ihrem Herrschaftsbereich anordnete. Ihr Kanzler Remmer van Seediek bekam den Auftrag, eine Kirchenordnung für das Jeverland zu verfassen.
Durch einen kaiserlichen Boten gelangte das Interim im August 1548 in die Herrschaft Jever und wurde von Fräulein Maria in Empfang genommen. Am Montag, dem 12. November 1548, versammelte sie die jeverländische Geistlichkeit in ihrem Schloss zu Jever und legte ihr das Interim zur Annahme vor. Da sich die Versammelten spontan zu keinem eindeutigen Votum entschließen konnten, räumte Maria ihnen eine dreiwöchige Bedenkfrist ein und beauftragte sie gleichzeitig, eine persönliche Stellungnahme abzufassen. Dabei sollten sie vor allem vier Punkte behandeln: das Interim selbst, die Glaubensartikel des Apostolikums, die Sakramente sowie die herkömmlichen religiösen Zeremonien.
Schließlich lehnten die 21 jeverländischen Geistlichen, unter ihnen der Westrumer Pastor Cornelius Falconissa, in ihren persönlichen Bekenntnissen – wenn auch mit unterschiedlichen theologischen Argumenten – das Augsburger Interim im Wesentlichen ab. Ihr Sprecher, der ehemalige Augustiner-Eremit Antonius Morenanus, erklärte während einer Versammlung am 3. Dezember 1548: „Christus [hat] gesagt: Gebt dem Kaiser, was des Kaisers ist, und Gott, was Gottes ist; deshalb nämlich müsse man in zeitlichen Dingen dem Kaiser stets in allen Stücken gehorchen und ihm geben, was ihm gehört. Aber in der Sache des Heils sei Gott zu geben, was sein ist, damit jener Spruch nicht ins Gegenteil verkehrt werde. Denn man müsse Gott mehr gehorchen als den Menschen.“ Über den weiteren Gang der Verhandlungen heißt es dann: „[Die jeverländischen Geistlichen] bewiesen sogleich, wie jenes kaiserliche Buch, das sogenannte Interim, Lehren enthalte, die mit dem Wort Gottes unvereinbar sind. Der größere Teil verwarf deshalb dieses Buch.“

#### Die Umsetzung in den übrigen Gebieten
Die Regelungen des Augsburger Interims wurden dort, wo sich die Stände dem Druck der kaiserlichen Waffen entziehen konnten, missachtet oder nur oberflächlich umgesetzt. Nur in den süddeutschen evangelischen Territorien, hier besonders Württemberg, und in den dem Kaiser direkt unterstellten süddeutschen Reichsstädten ließ sich das Interim einigermaßen durchsetzen.
In Württemberg, wo Herzog Ulrich mit protestantisch-hessischer Hilfe erst 1534 sein Land zurückgewinnen konnte und dieses nach dem Vertrag von Kaaden nur als österreichisches Afterlehen innehatte, drohte nun ein Felonieprozess. Zwar erstellte man Gutachten, welche die Schriftmäßigkeit des Interims ablehnten, und so bat Ulrich in einer öffentlichen Erklärung um Verschonung vom Interim, aber dem politischen und militärischen Druck hatte er wenig entgegenzusetzen. 300–400 Pfarrer, unter ihnen Johannes Brenz, gingen ihrer Stellung verlustig und die Klöster wurden restituiert.
Die Reichsstadt Konstanz weigerte sich, das Interim anzunehmen. Daraufhin belegte der Kaiser sie mit der Reichsacht, belagerte die Stadt und bestrafte sie nach erfolgter Kapitulation mit dem Verlust der Reichsfreiheit.
In 27 oberdeutschen Reichsstädten, allen voran Augsburg und Ulm, begleitete die politische Durchsetzung des Interims die Abschaffung der alten Zunftverfassungen, welche der kaiserliche Beauftragte Heinrich Has durch neue, patrizisch dominierte Stadtverfassungen nach dem Vorbild von Nürnberg ersetzte. Die neuen, so genannten Hasenräte konnten sich, bis auf wenige Ausnahmen, über die Dauer des Interims hinaus, bis zum Verlust der reichsstädtischen Unabhängigkeit am Ende des Heiligen Römischen Reiches halten. Die reichsstädtischen protestantischen Theologen wurden vertrieben. Aus Straßburg floh Martin Bucer nach England.

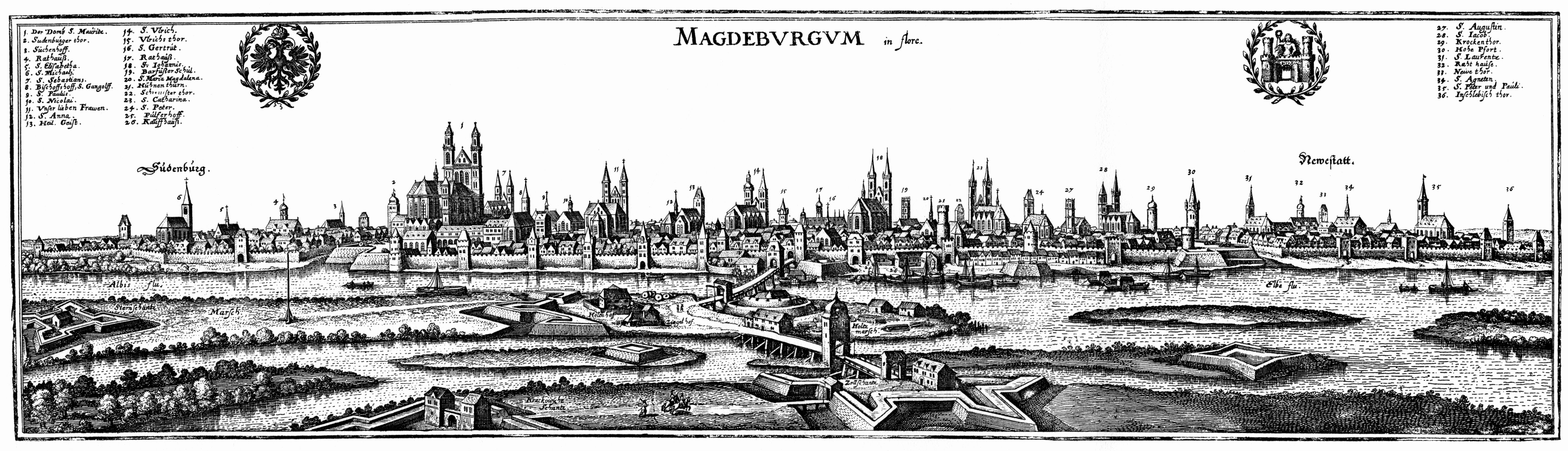
Magdeburg war ein Zentrum des Widerstands gegen das Interim (Stich von Matthäus Merian um 1640)

Die Fürsten Johann Friedrich von Sachsen und Philipp von Hessen verweigerten nach ihrer Niederlage in der Schlacht bei Mühlberg in der Gefangenschaft die Annahme des Interims. Auch das Herzogtum Calenberg-Göttingen, Pfalz-Zweibrücken, das Herzogtum Preußen, Markgrafschaft Brandenburg-Küstrin, Herzogtum Mecklenburg, Lüneburg, Bremen, Lübeck und Hamburg verweigerten das Interim komplett. Kurfürst Joachim II. von Brandenburg ließ das Interim zwar verbreiten, behielt aber gleichzeitig die protestantische Kirchenordnung von 1540 bei. Kurfürst Friedrich von der Pfalz ließ es ebenfalls in seinem Land verkünden, doch überwachte er die Durchführung nicht. Die Herzöge von Pommern nahmen das Interim zwar persönlich an, überließen die Exekution jedoch dem Bischof von Cammin. Da der Bischofsstuhl seit der Absetzung Bartholomaeus Suaves durch den Kaiser unbesetzt war, unterblieb die Exekution jedoch praktisch. Daran zeigte sich, dass weite Gebiete Nord- und Ostdeutschlands außerhalb der kaiserlichen Gewalt lagen.
Trotz eines strengen kaiserlichen Verbots, etwas gegen das Interim zu schreiben, zu drucken oder zu predigen, kursierten im Reich unzählige Flugschriften dagegen. Die Gegner sammelten sich besonders in der freien Stadt Magdeburg, die deswegen den Namen Herrgotts Kanzlei erhielt. Auch wurden Spottlieder auf das Interim gedichtet, die im Volk zirkulierten.

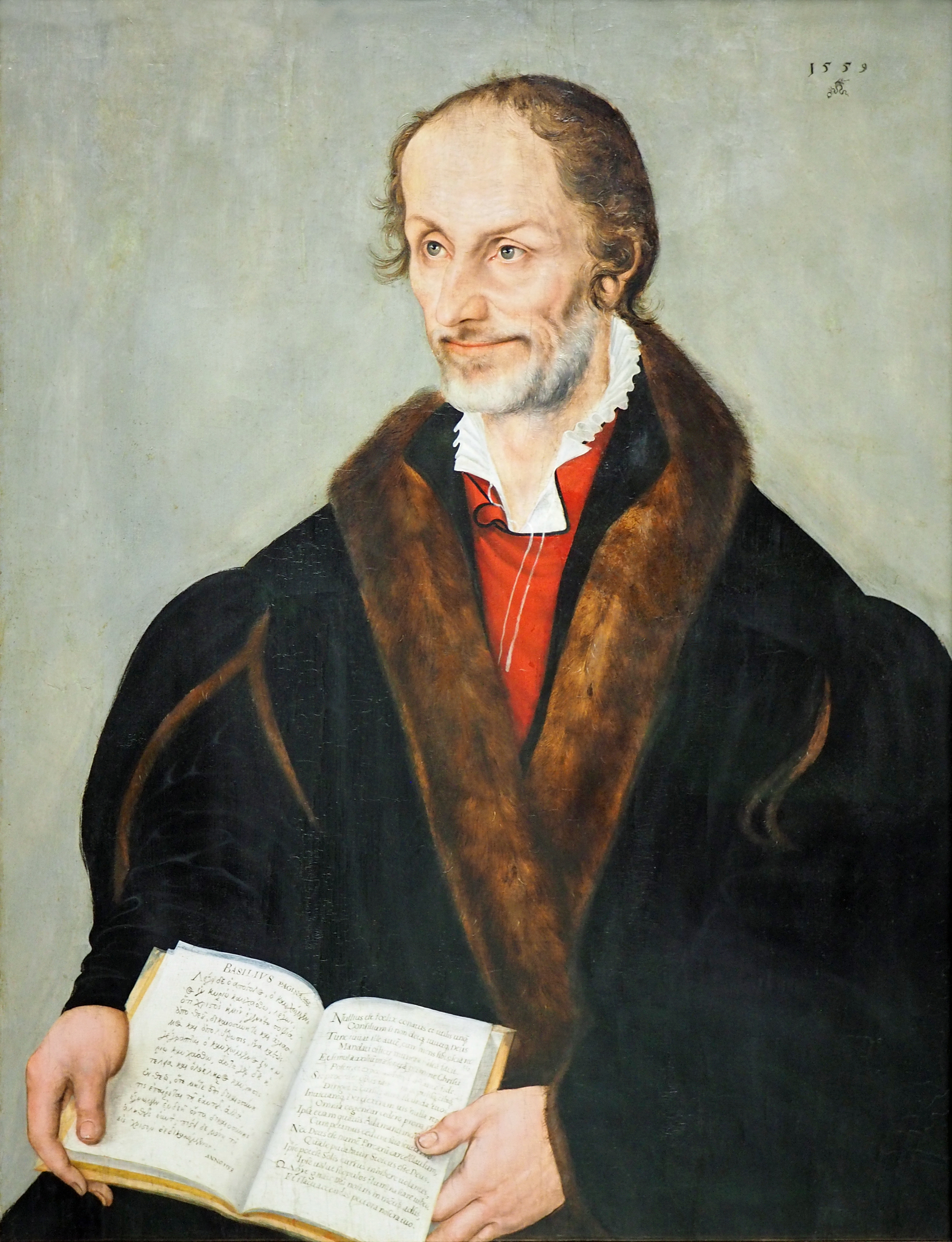
Philipp Melanchthon, der maßgeblich an der Ausarbeitung der Leipziger Artikel beteiligt war (Gemälde von Lucas Cranach d. J. (1559))

### Der Sächsische Sonderweg
Herzog Moritz von Sachsen, der vom Kaiser die Kurfürstenwürde der ernestinischen Linie für seine Unterstützung im Schmalkaldischen Krieg übertragen bekam, nahm für sich persönlich das Interim an. Er wagte aber nicht, es seinem Land aufzudrängen. Deshalb ließ er unter Mitarbeit Philipp Melanchthons auf einer Reihe von Konferenzen einen eigenen Vorschlag ausarbeiten, welcher als Leipziger Artikel, polemisch auch als Leipziger Interim bezeichnet, bekannt wurden.
Dieses Interim wurde am 22. Dezember 1548 von den sächsischen Ständen angenommen. Im Kern enthielt es vor allem die für den Protestantismus so zentrale Rechtfertigungslehre. In anderen Streitfragen, zum Beispiel der lateinischen Messe, des Fronleichnams- und der Marienfeste, wurden aber auch katholische Standpunkte übernommen.
Ähnlich wie das Augsburger Interim stieß auch dieses auf Widerstand in den Reihen der Protestanten, die die ursprüngliche Lehre Martin Luthers bewahren wollten. Dies führte in der Folgezeit zu einer Spaltung des Protestantismus in Gnesiolutheraner und Philippisten, die erst 1577 mit der Konkordienformel wieder überwunden werden konnte.

## Das Ende des Interims
Herzog Moritz von Sachsen ging in den folgenden Jahren zunehmend auf Abstand zum Kaiser, dessen Verbündeter er im Schmalkaldischen Krieg war, und schloss am 22. Mai 1551 heimlich im Vertrag von Torgau ein Bündnis mit verschiedenen nordostdeutschen, protestantischen Fürsten (zum Beispiel mit Hans von Küstrin und Albrecht von Preußen). Durch den am 15. Januar 1552 abgeschlossenen Vertrag von Chambord schloss sich auch Frankreich diesem Bündnis an.
Im Frühjahr 1552 schlugen die Truppen der verbündeten Fürsten los. Sie eroberten schnell die noch kaisertreuen, süddeutschen Städte und drangen im März 1552 bis nach Tirol vor. Die katholischen Reichsstände verhielten sich in diesem Konflikt weitgehend neutral, da eine Stärkung der kaiserlichen Macht nicht in ihrem Interesse lag. Gleichzeitig eröffnete Frankreich den Krieg. Der Kaiser, ohne Truppen und Geld und nur knapp einer Gefangennahme in Innsbruck entkommen, musste nach Villach fliehen.

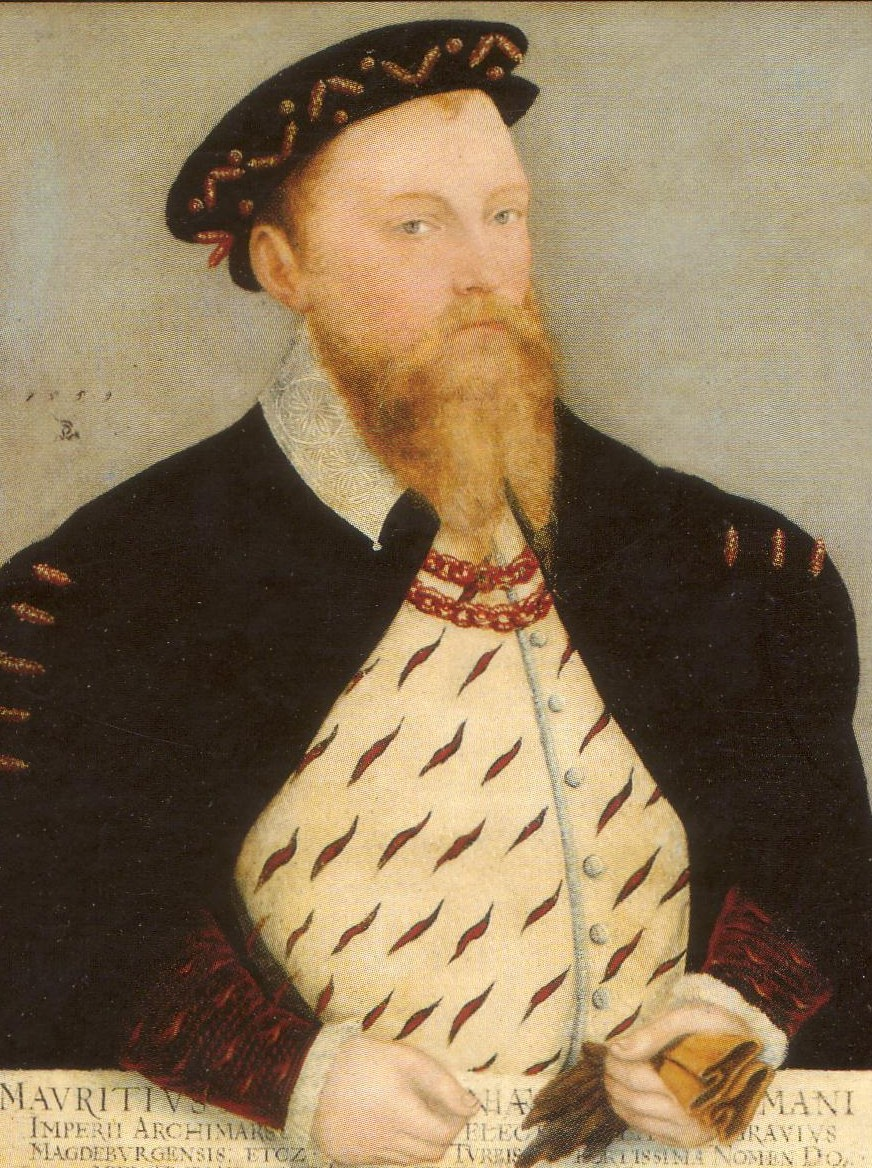
Moritz von Sachsen (Ausschnitt aus einem Gemälde von Lucas Cranach dem Jüngeren)

In dieser Situation trat der Römische König Ferdinand als Vermittler zwischen dem Kaiser und den aufständischen Fürsten auf. Die Verhandlungen fanden in Passau statt. Am 2. August 1552 im Passauer Vertrag stimmten die protestantischen Fürsten zu, ihr Bündnis mit Frankreich aufzugeben. Im Gegenzug ließen die Kaiserlichen ihre Gefangenen frei – auch die beiden ehemaligen Hauptleute des Schmalkaldischen Bundes. In der Glaubensfrage wurde ein Kompromiss erreicht: das Augsburger Interim wurde aufgehoben und der Abschluss eines unbefristeten Religionsfriedens für den nächsten Reichstag in Aussicht gestellt.
Der Kaiser war mit seinen religionspolitischen Zielen gescheitert und begann zu resignieren. Er übertrug die Entscheidungsgewalt im Reich zunehmend auf Ferdinand. Der Augsburger Reichs- und Religionsfrieden, der 1555 die Glaubensspaltung im Reich de jure festschrieb, wurde zwar formell noch in seinem Namen abgeschlossen, aber Ferdinand hatte ihn ausgehandelt und auch gegen deutliche Vorbehalte des Kaisers und der katholischen Stände durchgesetzt.
Am 23. August 1556 dankte Karl V. ab und überließ Ferdinand die Kaiserkrone.

## Gründe für das Scheitern

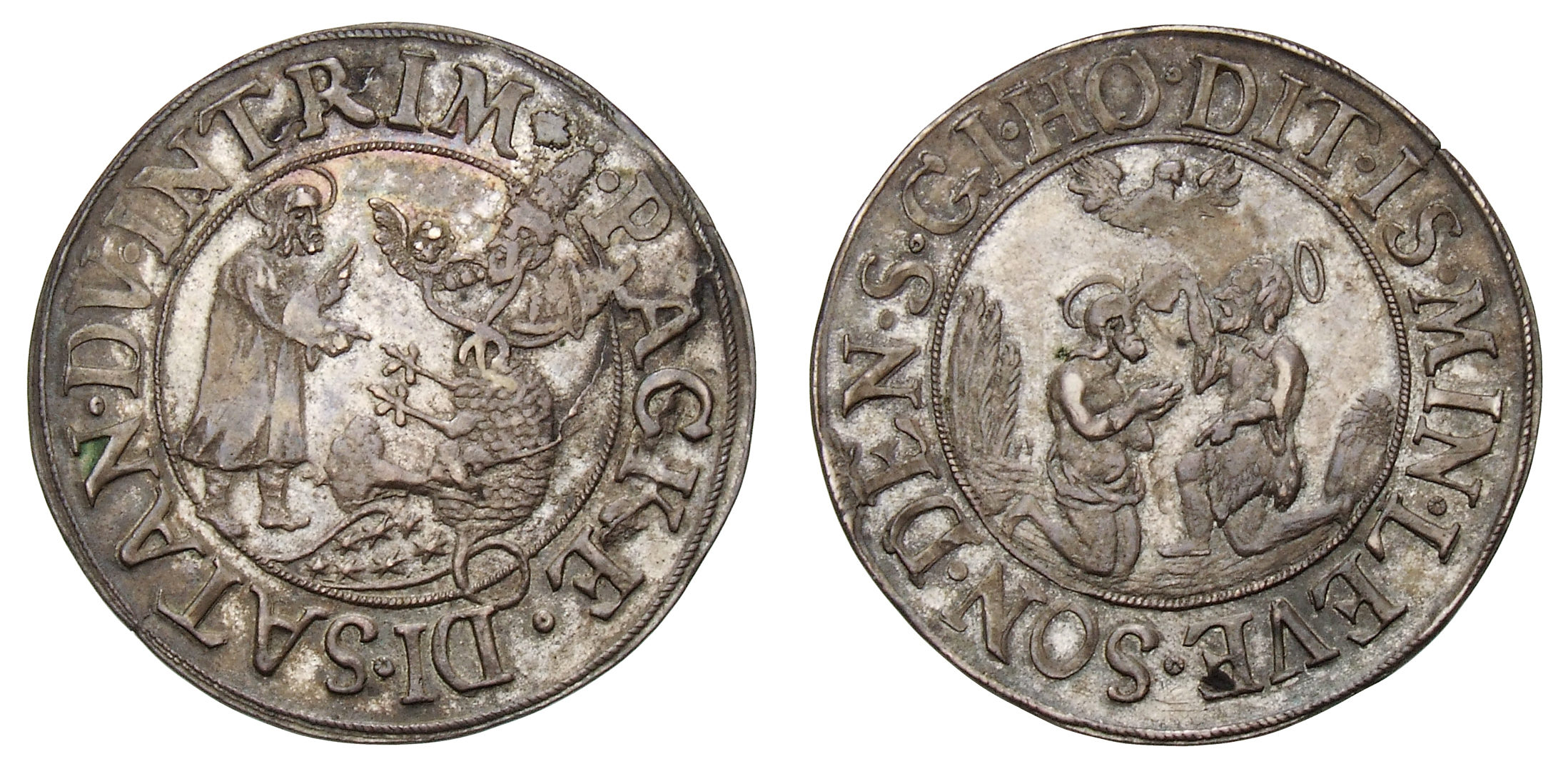
Spotttaler auf das Augsburger Interim. Das Interim ist als dreiköpfiger Drache dargestellt.

Die Gründe für das Scheitern des Augsburger Interims – und damit für die religionspolitischen Vorstellungen Kaiser Karls V. – sind vielfältig. Die wichtigsten davon sind:
- Es fehlte an prominenten protestantischen Fürsprechern und Verhandlungspartnern. Martin Luther, der einflussreiche Reformator, war 1546 gestorben. Die beiden ehemals mächtigen Hauptleute des Schmalkaldischen Bundes saßen in Haft. Moritz von Sachsen, der einer der wichtigsten protestantischen Fürsten seiner Zeit war, hatte durch die Unterstützung der Katholiken im Schmalkaldischen Krieg seine Glaubwürdigkeit in den Augen der protestantischen Gläubigen verloren („Judas von Meißen“).[28]
- Es gelang dem Kaiser nicht, den Papst und mächtige katholische Reichsstände, wie beispielsweise den bayerischen Herzog, vom Interim zu überzeugen. In ihren Augen blieb der Protestantismus eine Irrlehre, die nur durch eine Unterwerfung der Protestanten unter die katholische Autorität beendet werden konnte.
- Die Position Karls wurde durch einen innerhabsburgischen Konflikt über die Nachfolge im Kaiserreich geschwächt. Die Linie der österreichischen Habsburger, der Ferdinand angehörte, sollte nur vorübergehend die Kaiserkrone erhalten, danach sollte sie zurück an die spanische Linie fallen (→ Spanische Sukzession). Ferdinand versuchte dagegen, sich bei den Reichsständen beliebt zu machen, um die Nachfolge für sein Haus zu sichern. Er verhandelte deswegen oft hinter dem Rücken Karls mit den Protestanten und war eher zu Kompromissen bereit.[29]
- Vielen Reichsständen war der Kaiser nach seinem Sieg im Schmalkaldischen Krieg zu mächtig geworden. Sie wollten ihre teutsche Libertät wahren. Deshalb unterstützten sie entweder den von Moritz von Sachsen angeführten Fürstenaufstand direkt oder wahrten zumindest eine wohlwollende Neutralität.
- Gegen das Interim gab es zum Teil auch ganz entschiedenen Widerstand auf lokaler Ebene. Die Mehrheit der evangelischen Pfarrer und Theologen lehnten es ab. In den Gebieten, in denen das Interim durchgesetzt wurde, fand ein Exodus von Geistlichen statt. Da kurzfristig kein Ersatz gefunden werden konnte, kam es in manchen Gebieten zu einem deutlichen Mangel an Interimspriestern.